# Suicide Squad (film)
Suicide Squad är en amerikansk superhjältefilm baserad på DC Comics superskurksteam Suicide Squad. Den hade biopremiär i USA den 5 augusti 2016 och är den tredje delen i filmuniversumet DC Extended Universe. Filmen är regisserad och skriven av David Ayer. Skådespelarna Will Smith, Jared Leto, Margot Robbie, Joel Kinnaman, Viola Davis, Jai Courtney, Jay Hernandez, Adewale Akinnuoye-Agbaje, Ike Barinholtz, Scott Eastwood och Cara Delevingne medverkar.
Inspelningarna påbörjades den 13 april 2015 i Toronto i Ontario i Kanada. Filmen hade premiär 4 augusti 2016 i bland annat Danmark, samt 3 augusti 2016 i bland annat Sverige i 2D, 3D och IMAX 3D. En tidig testvisning hölls den 30 maj 2016 och fick positiva reaktioner från kritikerna och publiken.

## Premiss
En hemlig statlig myndighet som leds av Amanda Waller rekryterar fängslade superskurkar för att genomföra farliga Black Ops-uppdrag i utbyte mot förkortade straff och rädda världen från ett okänt men kraftfullt hot.

## Rollista
| Will Smith               | – Floyd Lawton / Deadshot                      |
| Jared Leto               | – Jokern                                       |
| Margot Robbie            | – Harleen Quinzel / Harley Quinn               |
| Joel Kinnaman            | – Rick Flag                                    |
| Viola Davis              | – Amanda Waller                                |
| Jai Courtney             | – George "Digger" Harkness / Captain Boomerang |
| Jay Hernandez            | – Chato Santana / El Diablo                    |
| Adewale Akinnuoye-Agbaje | – Waylon Jones / Killer Croc                   |
| Cara Delevingne          | – June Moone / Enchantress                     |
| Karen Fukuhara           | – Tatsu Yamashiro / Katana                     |
| Ike Barinholtz           | – Griggs                                       |
| Scott Eastwood           | – Lt. GQ Edwards                               |
| David Harbour            | – Dexter Tolliver                              |
| Adam Beach               | – Christopher Weiss / Slipknot                 |
| Alain Chanoine           | – Businessman / Incubus                        |
| Ben Affleck              | – Bruce Wayne / Batman                         |
| Common                   | – Monster T.                                   |
| Jim Parrack              | – Johnny Frost                                 |
| Shailyn Pierre-Dixon     | – Zoe, Deadshots dotter                        |
| Ted Whittall             | – Admiral Olsen                                |
| Corina Calderon          | – Grace, Diablos fru                           |
| Alex Meraz               | – Gomez - Seal Team A                          |
| Kevin Vance              | – Kowalski - Seal Team A                       |
| Ezra Miller              | – Barry Allen / The Flash                      |
| Kenneth Choi             | – Yakuza Boss                                  |

## Produktion

### Utvecklingsfas
I februari 2009 var Warner Bros. i full färd med att utveckla en film om Suicide Squad tillsammans med producenterna Dan Lin, Colin Wilson och Charles Roven, samt manusförfattaren Justin Marks som skulle skriva manuset. I september 2014 skrev David Ayer på kontrakt om att både regissera filmen och skriva manuset. Den 20 oktober 2014 kommenterade Ayer filmen i en intervju med Empire Online där han beskrev den följande: "that it's a Dirty Dozen with supervillains" då han baserade manuset på ett flertal serier och material om Suicide Squad. Han refererade även till att: "The DC Universe is too rich to go very far astray." Den 28 mars 2015 teasade Ayer att filmen även kommer att besöka Arkham Asylum, där flera av medlemmarna i Suicide Squad sitter fängslade.

### Rollbesättning
I oktober 2014 erbjöd Warner Bros. Ryan Gosling, Tom Hardy, Margot Robbie och Will Smith roller i filmen. I november samma år avslöjade The Wrap att Jared Leto var i samtal om att spela rollen som Jokern, som det från början var tänkt att Gosling var tilltänkt som. Huvudrollerna tillkännagavs av Warner Brothers i december 2014 där Smith, Hardy, Leto, Robbie, Jai Courtney och Cara Delevingne återfanns i rollerna som Deadshot, Rick Flag, Joker, Harley Quinn, Captain Boomerang respektive Enchantress. Studion övervägde även Viola Davis, Octavia Spencer och Oprah Winfrey för rollen som Amanda Waller. Efter tillkännagivandet pratade serieskapren John Ostrander (skaparen av den moderna inkarnationen av Suicide Squad) med Comic Book Resources angående rollbesättningen, där han beskrev detta följande: "I have no problem with the casting... what I am really impressed by with all of the casting is that they are getting some very good actors to play these parts."
I januari 2015 uttryckte Davis sitt intresse att spela Amanda Waller under en intervju, där hon sade följande: "I'm fascinated by her (Waller)." Samtidigt tvingades Tom Hardy att hoppa av rollen som Rick Flag på grund av schemakrockar med sin film The Revenant. Jake Gyllenhaal fick då erbjudandet att ersätta Hardy som Flag, men tackade nej till rollen. Studions nästa val var att erbjuda rollen till Joel Edgerton, Jon Bernthal och Joel Kinnaman. I februari anslöt sig Jay Hernandez till listan av skådespelare och Kinnaman blev även bekräftad att spela Flag. Vid den 87:e Oscarsgalan bekräftade Davis att hon fått rollen som Amanda Waller. I mars 2015 rapporterades det att boxaren Raymond Olubawale skulle ha en okänd roll i filmen, och Scott Eastwood tillkännagav på Twitter att han fått en roll i filmen. Senare samma månad blev det bekräftat att Adewale Akinnuoye-Agbaje och Karen Fukuhara hade fått rollerna som Killer Croc respektive Katana. Adam Beach, Ike Barinholtz och Jim Parrack anslöt sig till rollistan i april 2015. I januari 2016 bekräftades det att Ben Affleck skulle återkomma till rollen som Batman från Batman v Superman: Dawn of Justice.

### Inspelningarna
Inspelningarna drog igång den 13 april 2015. Den 26 och 27 april var inspelningarna förlagda till Hy's Steakhouse. En scen med en "snöstorm" spelades in den 29 april vid Adelaide St. samt vid Ching Lane. Den 5 maj filmades ett antal huvudscener i centrala Toronto strax intill Yonge och Dundas Square. Vägskyltar plockades bort för att hålla inspelningarna ostörda den natten. Huvudinspelningarna avslutades i augusti 2015 efter att ytterligare inspelningar hade genomförts i Chicago, Illinois.

### Musik
I april 2016 tillkännagavs det att den brittiske Oscarsbelönade kompositören Steven Price skulle skriva och komponera filmmusiken.
I juni tillkännagavs albumet Suicide Squad: The Album. Den kommer att släppas den 5 augusti 2016.
| Nr  | Titel                                                      | Artist(er)                                | Längd |
| --- | ---------------------------------------------------------- | ----------------------------------------- | ----- |
| 1.  | Purple Lamborghini                                         | Skrillex & Rick Ross                      |       |
| 2.  | Sucker for Pain (med Logic, Ty Dolla $ign & X Ambassadors) | Lil Wayne, Wiz Khalifa, & Imagine Dragons | 4:03  |
| 3.  | Heathens                                                   | Twenty One Pilots                         | 3:15  |
| 4.  | Standing in the Rain (med Mark Ronson)                     | Action Bronson & Dan Auerbach             |       |
| 5.  | Gangsta                                                    | Kehlani                                   |       |
| 6.  | Know Better                                                | Kevin Gates                               |       |
| 7.  | You Don't Own Me (med G-Eazy)                              | Grace                                     | 3:19  |
| 8.  | Without Me                                                 | Eminem                                    | 4:50  |
| 9.  | Wreck Havoc                                                | Skylar Grey                               |       |
| 10. | Medieval Warfare                                           | Grimes                                    |       |
| 11. | Bohemian Rhapsody                                          | Panic! at the Disco                       |       |
| 12. | Slippin' Into Darkness                                     | War                                       | 7:00  |
| 13. | Fortunate Son                                              | Creedence Clearwater Revival              | 2:21  |
| 14. | I Started a Joke (med Becky Hanson)                        | ConfidentialMX                            |       |

## Premiär
Suicide Squad hade världspremiär den 5 augusti 2016 i 2D, 3D och IMAX 3D.

### Marknadsföring
Suicide Squad hade en panel vid 2015 års San Diego Comic-Con International, med bland annat skådespelarna Smith, Robbie, Courtney, Davis och Kinnaman. En trailer som tänkt vara exklusiv för eventet hade premiär under panelen, men läckte senare ut på nätet, vilket Warner Bros. svarade på att de inte tänkte släppa en officiell version. Emellertid kom Warner Bros. dagen efter att släppa en officiell version, där de kommenterade detta följande: "Warner Bros. Pictures and our anti-piracy team have worked tirelessly over the last 48 hours to contain the Suicide Squad footage that was pirated from Hall H on Saturday. We have been unable to achieve that goal. Today we will release the same footage that has been illegally circulating on the web, in the form it was created and high quality with which it was intended to be enjoyed. We regret this decision as it was our intention to keep the footage as a unique experience for the Comic-Con crowd, but we cannot continue to allow the film to be represented by the poor quality of the pirated footage stolen from our presentation."

## Mottagande

### Intäkter
Suicide Squad är en film som fans världen över ser fram emot, särskilt efter det blandade mottagandet och det överraskande låga intäkterna som Batman v Superman: Dawn of Justice fick stå ut med i mars samma år. Prognoserna inför filmens premiärhelg i USA och Kanada har ständigt reviderats upp med utgångspunkt från $100 miljoner till så högt som $145 miljoner eller mer. Filmen kommer att ha premiär i 4150 biografer, vilket är den bredaste premiären i augusti på den amerikanska marknaden.

### Priser och utmärkelser
| Pris                         | Kategori                                     | Nominerad(e)                                                    | Resultat  | Ref.   |
| ---------------------------- | -------------------------------------------- | --------------------------------------------------------------- | --------- | ------ |
| Oscar                        | Bästa smink                                  | Alessandro Bertolazzi, Giorgio Gregorini och Christopher Nelson | Vann      |        |
| Critics' Choice Movie Awards | Bästa kvinnliga skådespelare i en actionfilm | Margot Robbie                                                   | Vann      |        |
| MTV Movie Awards             | Bästa skurk                                  | Jared Leto                                                      | Nominerad |        |
| Teen Choice Awards           | Choice AnTEENcipated Movie                   |                                                                 | Vann      | [ 59 ] |
| Teen Choice Awards           | Choice Movie Actor: AnTEENcipated            | Will Smith                                                      | Nominerad | [ 59 ] |
| Teen Choice Awards           | Choice Movie Actor: AnTEENcipated            | Scott Eastwood                                                  | Nominerad | [ 59 ] |
| Teen Choice Awards           | Choice Movie Actress: AnTEENcipated          | Margot Robbie                                                   | Nominerad | [ 59 ] |
| Teen Choice Awards           | Choice Movie Actress: AnTEENcipated          | Cara Delevingne                                                 | Vann      | [ 59 ] |
| Razzie Awards                | Sämsta manliga biroll                        | Jared Leto                                                      | Nominerad |        |
| Razzie Awards                | Sämsta manus                                 | David Ayer                                                      | Nominerad |        |

## Uppföljare
I mars 2016 tillkännagavs det att Warner Bros. kommer att låta Ayer och Smith återvända för en uppföljare, som är tänkt att spelas in 2017 efter att paret har slutfört sitt kommande projekt, Bright år 2016. I april 2016 visade Ayer sitt intresse för att göra filmen med åldersgränsen R i åtanke. Fukuhara har sagt i intervjuer att hon vill utforska Katanas bakgrundshistoria i uppföljaren. I maj 2016 tillkännagavs det att Harley Quinn kommer att medverka i en annan film som är i utvecklingsstadiet, som även den utspelar sig i DC Extended Universe. Robbie kommer att reprisera sin roll, i en ensemble som har sagts innehålla flera av DC Comics kvinnliga karaktärer.
Uppföljaren planeras släppas den 6 augusti 2021.[uppföljning saknas] Det meddelades också att James Gunn kommer att regissera filmen.
I mars 2019 tillkännagav The Hollywood Reporter att Idris Elba rollbesattes som Deadshot och ersatte Will Smith som hoppade av på grund av schemaläggningskonflikter. Den 5 april rapporterades det att karaktären Deadshot togs bort från filmen och att Elba skulle spela en annan karaktär istället för att lämna en möjlighet för Smith att återvända i framtiden.